# Elachyptera holtzii
Elachyptera holtzii är en benvedsväxtart som först beskrevs av Ludwig Eduard Theodor Loesener och Hermann Harms, och fick sitt nu gällande namn av Rudolf Wilczek. Elachyptera holtzii ingår i släktet Elachyptera och familjen Celastraceae. Inga underarter finns listade.